# Jeziorka (dopływ Średzkiej Wody)
Jeziorka – rzeka, prawostronny dopływ Średzkiej Wody o długości 24,57 km. 
Płynie w okolicach miejscowości Prężyce, Lenartowice, Księginice, Gąsiorów i Głoska. Następnie na terenie gminy Środa Śląska przepływa koło wsi Kobylniki, Słup, Zakrzów oraz Brodno i przed Malczycami wpada do Średzkiej Wody.
Współczesny bieg rzeki jest w znacznym stopniu wytworem rąk ludzkich, powstał podczas budowy w roku 1903 wałów przeciwpowodziowych.